# 대한민국 제2공화국

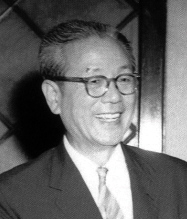
대한민국 제2공화국을 이끌었던 장면 총리

대한민국 제2공화국(大韓民國第二共和國)은 1960년 6월 15일부터 1961년 5월 16일까지 불과 11개월 간 존속했던 대한민국의 두 번째 공화 헌정 체제이다. 대한민국 제2공화국 체제는 1960년 4·19 혁명으로 대한민국 제1공화국이 붕괴된 후, 제1차 과도 권한 대행 체제(1960년 4월 27일 ~ 6월 14일)를 거쳐 6·15 개헌에 의해 설립된 대한민국 역사상 유일한 양원제 의원내각제 기반의 헌정 체제이다. 국무총리는 장면, 대통령은 윤보선이다.
4·19 혁명으로 이승만이 하야한 후, 국회는 의원내각제와 양원제를 권력 구조의 핵(核)으로 헌법을 개정하였다. 이 헌법에 따라 총선거가 실시되어 민주당의 장면 내각이 들어섰다.
민주당 정권은 자유민주주의 정치 이념을 기반으로 사회 제도의 개혁을 진행하는 한편 5개년 경제개발계획을 통한 산업 입국을 꾀하였다. 그러나 민주당 내에서 장면의 신파와 윤보선의 구파 사이의 정치적 갈등으로 3번의 내각 교체를 거치면서 이러한 계획을 구체화할 정치적 리더십을 보여주지 못하였고 4·19 혁명을 계기로 분출된 각계 각층의 요구에도 적절히 대응하지 못하였다. 결국 1961년 박정희를 중심으로 한 군부 세력이 일으킨 5.16 군사정변에 무방비 상태의 장면 내각은 속수무책으로 정권을 탈취 당하였고, 곧 대한민국은 국가재건최고회의에 의한 군사독재  체제로 돌입한다.

## 역사

과도정부 수반과 제2공화국의 초대 총리를 지낸 허정

4·19 혁명 이후 국회는 1960년 6월 15일 내각제 개헌안을 통과시켰다.(6·15 개헌) 이 개헌안이 통과된 직후 제2공화국 헌법에 따른 민의원, 참의원 선거를 통해 새로운 정부를 구성할 때까지 임시 국무총리에는 4월 27일 이후 내각수반을 맡았던 허정이 선출되었고, 허정은 8월 12일 대통령이 선출 때까지 대통령 권한 대행을 계속 겸임하였다. 1960년 8월 12일, 국회 양원 합동회의 대통령 선거에서 윤보선이 당선되었다.
4·19 혁명으로 인해 집권이 확실해진 민주당은 신파와 구파로 나뉘어 개헌 갈등을 벌였다. 장면이란 유력 대통령 후보가 있었던 신파는 신속한 정·부통령 재선거 후 개헌(先選後決, 선선후결)을 주장하였고, 내세울만한 대통령 후보가 없었던 구파는 의원내각제로의 개헌 후 선거(先決後選, 선결후선)를 주장하였다. 이 과정에서 민주당 구파와 시민 혁명으로 위기에 처했던 자유당이 결탁하여 의원내각제가 새로운 헌법 체제로 채택되었다. 의원내각제를 채택한 제2공화국의 정무(政務)적 실권은 국무총리에게 있었고, 대통령은 형식적인 국가원수였다. 그 밖에 국민의 기본권 보장 강화, 국회 양원제, 지방자치제 실시 등을 제2공화국 헌법의 특징으로 들 수 있다.
민주당 정부는 4·19 혁명에 따른 다양한 개혁 요구에 소극적으로 대응하였을 뿐만 아니라, 총리였던 장면의 민주당 신파와 형식적인 대통령이었던 윤보선의 민주당 구파 간 파벌 갈등까지 벌여 정치적 기반이 약화되어 정책적 실행이 원활하지 못했고, 이승만 자유당 정권 청산 문제에도 과감하지 못했다.
1961년 5월 16일, 제2공화국은 소장 박정희를 중심으로 한 군사혁명 세력이 벌인 5·16 군사쿠데타로 붕괴되었다. 5·16 군사쿠데타로 제2공화국 헌법은 효력이 정지되었고, 대한민국 헌정(憲政)은 이후 1963년 12월 27일 제3공화국이 출범하기 전까지 국가재건최고회의의 군정(軍政) 체제로 들어간다.

## 정치

1960년 8월 19일 장면 총리 인준 직후, 장면 총리와 윤보선 대통령

제2공화국 정부는 '자유화'의 원칙에서 다양한 분야의 개혁을 추진하였다. 4·19 혁명 이후 이승만 정권 아래에서 억압 되었던 각계 각층의 열망이 활발한 정치 활동과 노동조합의 결성을 통한 노동 운동 등의 방식으로 표출되었다. 또한, 정치 활동의 규제가 풀리면서 혁신 세력을 중심으로 각종 단체가 만들어졌다. 4·19 혁명 주체가 아닌 장면 정권은 4·19 혁명을 주도했던 학생·시민들의 이러한 다양한 활동은 최대한 보장하였으나, 그들의 요구에 대해서는 소극적인 자세를 취하였다.
특히, 3·15 부정선거의 주모자와 4·19 혁명의 전후에 있었던 일련의 시위에서 군중들을 살상한 관련자를 처벌하라는 요구가 점점 강해져 1960년 10월 11일에는 4.19 부상자 50여 명 등이 국회의사당을 점거하고 민주 반역자를 처벌하는 특별법의 제정을 호소하는 사태가 벌어졌다. 결국 10월 17일, 민의원에 특별처벌법의 제정 근거를 마련하는 것을 목적으로 하는 헌법 부칙 개헌안이 제출되어 11월 29일에 반민주행위 처벌을 목적으로 하는 소급 입법의 근거가 되는 제4차 헌법 개정이 이루어졌고, 이를 근거로 12월 31일에는 '부정선거관련자 처벌법'과 '반민주행위자 공민권 제한법'이 제정되었다.

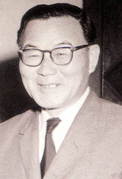
윤보선 대통령

'자유화'의 바람은 남북 관계에 대한 변화의 열망으로도 나타났다. 북진 통일론이 국시(國是)나 다름없던 이승만 정권 하에서 이야기할 수 없었던 '평화 통일론', '중립화 통일론', '남북 협상론' 등 남북 교류와 통일에 관한 여러 주장들이 대두 되었다. 1961년 1월, 참의원에서 여운홍 의원은 남북 협상을 공개적으로 제기했으며, 특히 학생운동 세력과 혁신 세력은 독재 타도의 여세를 몰아 직접 접촉을 통한 남북 협상을 전개하려 시도하였다. 1961년 5월 13일, '민주자유통일'이라는 학생 단체가 정부의 개입을 배제하고 판문점에서 '남북학생회담'을 가질 것을 제안하였는데, 사회 일각에서는 평화통일이 마치 눈앞에 있는 것처럼 여기는 분위기마저 팽배했다.
불과 9개월 존속한 당시의 장면정권은 이러한 다양한 사회적 요구와 들뜬 분위기에 적절히 대응하고 관리하는데 한계가 있었다. 게다가, 구파의 윤보선 대통령은 제2공화국 정부가 각계에서 분출된 자유화 요구로 정권 초기 현상을 겪고 있는 와중에 명목 상의 국가원수임에도 공공연한 간섭과 비난 성명으로 장면정권에 부담을 주는 등 제2공화국 정부의 정치 기반은 취약했다. 또한, 연이어 벌어지는 시위를 정부가 제대로 관리하지 못하자 사회 혼란에 대한 우려도 커졌다.

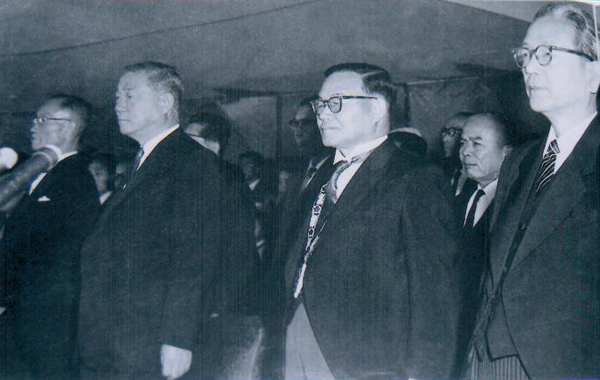
제2공화국의 대통령 윤보선(오른쪽에서 두 번째)과 총리 장면

윤보선과 장면은 공무원 인사와 국군 통수권을 두고 극심하게 대립했다. 정권 인수의 3개월 만인 1960년 12월까지 장면은 자유당정권에 적극 부역한 경찰관 4천 500명 등 다수의 공무원을 해임하였다. 그런데, 그 빈자리의 상당수는 민주당 당원 출신으로 채워졌다. 윤보선은 공무원 인사가 있을 때마다 민주당 구파를 안배할 것을 압박하며 인사 문제에 개입하는 한편으로 민주당 구파는 장면의 인사를 '정실인사', '부정부패'라고 비난했다. 또한 윤보선과 신민당 의원들은 대통령에게 부분적 군 통수권이 있다고 주장해 장면과 민주당을 당황케 했는데, 이는 대통령이 상징적인 국가원수로서만 존재하는 의원내각제의 근간을 뒤집는 주장이었다. 이 일로 국회에서는 군 통수권 중 군령권은 대통령, 군 정권은 총리가 갖게 하자는 신민당과 총리가 완전한 군 통수권을 갖게 하자는 민주당 간의 치열한 대결이 벌어지게 됐다.
특히, 국군 통수권을 두고 벌인 두 사람의 권력 다툼은 군사 반란의 빌미로 작용했다. 제2공화국 헌법 제61조 제1항은 '대통령은 헌법과 법률이 정하는 바에 의하여 국군을 통수한다.'라고 규정하고 있었으나, 제72조에서는 '선전(宣戰), 강화(講和), 계엄안(戒嚴案), 계엄해제, 군사(軍事)에 관한 중요사항 및 각군 참모총장의 임면(任免)'은 국무총리를 의장으로 하는 국무회의의 의결을 거치도록 하고 있었기 때문에 국군 통수권의 실질적 행사자가 누구인지가 명확하지 않았다. 이러한 사정으로 군(軍)통수권에 관한 구체적인 하위 법률의 제정과 정비가 필요했음에도 대통령과 국무총리의 대립으로 5·16 군사혁명가 발생할 때까지 이 문제는 해결되지 못하고, 그 해 2월 17일 장면이 임명한 육군참모총장 장도영은 정변 발생 후 이틀 만에 군부 세력과 한패가 되었다. 결국, 쿠데타가 일어난 직후 국무총리 장면은 수녀원으로 숨고, 대통령 윤보선은 자기에게는 '군 통수권이 없다'며 유엔군 사령관 매그루더와 주한 미국 대리 대사가 요청한 쿠데타 저지 목적의 병력 동원 허가를 거부함으로써 군사 반란을 사실상 방조하는 무책임하고 무능력한 모습을 보여 헌정 질서 중단을 초래케 했다.

### 최초로 완전한 지방의회와 단체장 선거 실시
1960년 11월에 《지방자치법》이 개정되면서 지방의회와 단체장을 직선제로 하는 완전한 민선 지방자치제의 기틀이 마련된다. 이 법률에 따라 1960년 12월 12일에 서울특별시 · 도의회 의원 선거가, 12월 19일에 시 · 읍 · 면의회 의원 선거가, 12월 26일에 시 · 읍 · 면장 선거가, 12월 29일에 서울특별시장 · 도지사 선거가 실시되었다.

## 행정

### 단순 노무직 공무원 임용 중단
1961년 4월에 국무원령 제240호에 의하여 단순한 노무에 종사하는 공무원들은 6개월 이내로 다른 직무로 재발령을 지시한다. 여기서 언급한 대상 인원은 직무 수행에 있어서 과학적인 학식 또는 기술을 요하지 아니하는 노무에 종사하는 공무원들이었다.

## 경제
장면 내각은 ‘경제 제일주의’ 라는 기치 아래에 이승만 정부 시기 관치 경제를 청산하고, 자유 경제 질서를 확립한다는 목표를 세웠다. 국토 개발 계획, 경제 개발 계획을 추진하여 급속한 경제성장을 이룩한다는 계획을 세웠다.
제2공화국은 경제 분야에 있어서 4·19 혁명 직후의 사회 불안 요인과 노동 운동, 시위의 증가 등 경제 불안 요소 때문에 경제성장이 정체 되었다. 실업률과 물가가 지속적으로 상승하고, 1960년 가을부터 1961년 봄까지 미국 달러화에 대한 대한민국 환(圜)화의 가치는 절반으로 폭락했다.

### 국토건설사업
6.25전쟁 이후 고학력자들의 청년 실업문제가 심각해지자 장면 내각은 국토건설사업을 현장에서 지휘·감독할 사람을 모아 국토건설본부(國土建設本部)라는 단체를 만들었다.
총 2,000여 명의 인력이 교육을 받고 수료식을 마친 후, 국토건설추진요원들은 삽 한 자루씩을 멘 채 서울 시가를 행진하면서 국토 건설에 대한 그들의 의지를 다졌다. 그리고 국토 건설 사업이 시작된 지방으로 분산 파견되어 국토 개발 사업과 건축, 도로 공사 등의 임무를 열심히 수행했다. 국토 건설 사업은 장면 정권이 짧은 기간에 추진한 정책 중에 가장 효과적인 사업이었으며, 무엇보다 심각했던 실업자 구제에 큰 도움이 되었다.

### 미국 대외 원조 정책의 변화

#### 미국의 상호안전보장법에 한국 관련 특례 조항을 삭제
1960년 7월 미국은 상호안전보장법 131조 D항의 특례 조항을 삭제하고 한국에 통보하였다.
한국 역시 다른 국가들과 동일한 조건 속에서 원조를 받게 될 이 특례 조항의 철폐는, 1956년을 기점으로 한국이 전후 복구라는 특수한 상황에서 벗어났다는 미국의 판단에 근거한 것이었다.

#### 무상 원조를 투자 손실 보증으로 변경
미국의 원조는 현실적으로 무한히 이뤄질 수 없기 때문에, 이 시기 미국의 피원조국에 관한 대외원조 정책은 경제개발과 근대화, 자립 경제, 미국의 원조 부담 경감, 세계 경제와의 연결 3가지로 변화한다고 할 수 있다.
새로운 미국의 대외 원조법에서는 민간의 참여를 명문화하고, 투자 위험이 있는 경우에는 미국 정부가 직접 보증하여 그 손실을 최소화하는 제도(Foreign Investment Promotion Act
)처럼 실질적인 지원 방안들을 마련했다.
남아메리카의 일부 지역을 제외하고 투자 위험성이 높은 지역에 민간 자본이 투입되는 경우는 현실적으로 적었기 때문에 케네디 행정부는 투자 보증 제도를 새로운 대외 원조법 안에 집어넣어 원조 사업의 일환으로 민간 투자를 배치하고자 했다.
그런데 이승만 정부 시절인 1958년 이후 미국의 무상 원조가 감소하기 시작하면서 한국의 경제성장 역시 성장세가 꺾인 바 있었다. 4ᆞ19혁명에 대다수 민중이 참여한 원인에는 부정 선거 이슈 뿐만 아니라 이승만 정권 아래에서 계속된 경제적 어려움에 대한 불만도 무시할 수 없었다.

#### 성실한 경제개혁 이후로 추가 원조 제공을 약속한 딜론 각서 교환
1960년 10월 협상에서 미국은 미국이 한국에 원조하기 위해서 한국 정부가 취해야 할 조치를 제시하고 한국 정부의 확인을 받았다. 양국은 한국 경제 개혁에 관한 조치들과 한국이 이를 1961년 3월 1일까지 ‘성실히’ 수행했을 때 미국이 추가 원조를 제공한다는 딜론 각서(한국경제 개혁 방책에 관한 각서)를 교환했고, 2월 28일 한국 국회에서 새로운 원조 협정을 비준하자 장면 정부는 미국에게 약속했던 것들을 제공하길 요청하는 서신을 보냈다.

### 수입 대체 수출 산업을 위한 2배 이상의 환율 인상
장면 정부는 1961년 2월 1일을 기점으로 환율을 1:650에서 1:1300으로 인상하고 북수환율이 아닌 단일 환율 제도를 채택한다는 발표를 한다. 그리고 2월 8일 장면 총리는 민의원 본회의 시정 연설을 통해 이러한 결정이 가격 기구의 정상화를 통한 시장 경제 질서의 회복과 수입 대체ᆞ수출 산업을 발전시키기 위한 것이라고 설명한다. 이렇게 집권 이전부터 내세웠던 시장 경제 질서의 확립과 이를 위한 환율 제도 개혁을 다소 급진적으로 일단락 짓는다.
이에 앞서 주한경제협조처(USOM/K) 레이몬드 모이어 처장이 1960년 12월 동아일보에 특별 기고한 글을 통해서 한국의 “귀찮고 복잡한” 환율 제도가 가격을 왜곡 시키고 관련 무역업자들의 부담을 키웠다고 비판한 바 있었다. 그러나 주한 유엔군의 원화 매입 및 시설 사용료 수입은 감소하고 수출과 관광 수입은 증가하기 어렵다고 예상되었기에, 환율의 현실화를 반대하는 국내 여론도 적지 않았다.

### 한미경제기술원조협정 체결
한국은 한국전쟁 이후 미국으로부터 가장 큰 규모의 원조를 받는 국가였기 때문에, 대한원조사업은 미국 원조 정책이 변화하면서 주요한 논의 대상이었다. 1961년 장면 정부는 미국과 한미경제기술원조협정을 체결한다.

#### 군사 원조와 분리된 경제 원조의 강화
원조 업무를 관장하던 주한경제협조처(USOM/K)에게 부여할 면세 특권과 합동경제위원회의 폐지에 관한 것이 협정의 중심이었고, 이 협상은 대충자금의 조성과 운용, 감독에 있어서 미국의 영향력이 강화되는 방향으로 전개되었다.

#### 피원조국 정부에 투자 유치 압박
이 협정으로 경제 원조 자금에서 한국 정부가 대충자금에 투입할 의무가 있었던 자금의 범위가 대폭 확대되었다. 새로운 협정은 미국이 요구하는 전액을 전적으로 지출할 의무가 발생하여 한국 정부가 사용할 수 있는 전체 자금이 줄어들게 되었다.

### 미집행한 5개년 경제개발계획 입안
한편, 제2공화국 정부는 경공업과 농업의 생산력 증가, 실업자 해소, 국토개발 등을 목표로 한 5개년 경제개발계획을 입안하였으나, 5.16 군사쿠데타로 이를 집행할 수 없었다.

## 교육
1952학년도부터 4월 학기제였으나 1961년 4월 국무회의에서 3월 학기제를 의결하게 된다.
대한청소년 기술보도회라는 공장주가 청소년들을 고용하는 곳도 만들어진다.

## 대외정책
장면 정권은 이승만 정권 하에서 진전이 없었던 한일 국교 정상화 교섭을 재개하여 일본 자민당 대표단의 방한을 실현시켰다.

### 한일 회담의 시작
자유당 때는 한국이나 일본이나 한일 회담에 열성이 별로 없었으나 장면 총리는 한일 국교 정상화에 꽤 열의를 보였다. 장면 정권은 한일 회담을 해야 하겠다고 결정한다. 1960년 9월 전후 처음으로 일본 외상이 방한을 하고, 일본 고사카 젠타로 외상은 회담 개최 합의를 하여 1960년 10월 회담을 시작한다. 쿠데타 직전인 1961년 5월에는 노다 우이치 집권 자민당 중진이 대표단을 이끌고 와서 장면 총리, 윤보선 대통령을 만나 한일 관계를 잘 이어가자는 이야기도 한다.
쿠데타 이후의 회담 대표단은 미리 대표를 선정해서 가기 전에 얼마 동안 합숙을 하며 사전 준비를 했지만, 장면 정권의 대표단은 이런 사전 준비는 하지 않는다. 쿠데타 이후로도 계속 대표단은 정부 관계 부처 공무원, 변호사, 학자, 은행 관계자 등의 여러 분야에 다양한 사람들로 선정하여 구성되었다.

### 아프리카 방문과 외교적 합의
1960년 7월, 손원일(당시 주서독 대사) 특사 일행은 콩고 공화국 독립식 전에 참석 후 카메룬, 토고, 기니, 말리, 나이지리아, 모로코 6개국을 친선 방문하고, 상호 간의 이해 증진과 외교 관계 수립에 관하여 원칙적인 합의를 보았다.

### 대북 정책
이승만 정권이 정부 수립 직후부터 일관되게 주장한 북진통일론이 4·19혁명으로 권력을 장악한 장면 정부에 의해 폐기된다.
북진통일이 이미 국시화(國是化) 되어버린 남한사회에서 '평화'라는 말을 꺼내는 것은 결코 쉽지 않은 일이었다. 4·19 혁명으로 대학가의 학생운동이 폭발적인 성장을 하게 되며, 대학생들은 평화세력이 통일을 실현 시켜야 된다고 주장한다. 장면 총리는 평화적으로 자유 민주통일을 성취한다는 방침을 재차 강조한다.

## 국방

### 20만 명의 감군 선거 공약
장면 정부는 ‘20만 명의 감군’ 선거 공약에 따라 1960년 10만 명을 감군 시키려 하였고, 1960년 12월 부로 2개 사단을 해체하며 2천여 명의 장교가 전역 조치되며 감군을 종결하였다. 1960년 10만 명을 감군 시키려 하자 장교들은 군부의 제도적 이익이 손상될 것을 우려했을 뿐 아니라 군에서는 생계에 대한 불안 의식이 확산하였다.

### 이승만이 심화시켰던 군부 내부의 파벌
군부의 파벌성이란 군부의 제도화·직업화 수준의 저급성에서 비롯되는 군부 내적 현상이다. 한국전쟁 기간에 군부의 양적 성장 과정과 함께 정부 수립 이후 이승만의 군에 대한 분리 지배 방침으로 인하여 군부 내에서 파벌이 심화되어 있었다.
미국은 매년 1천여 명, 총 9천여 명의 군 장교와 하사관을 미국에서 연수시켰고, 그래서 선진화된 젊은 장교들은 군 수뇌부를 불신하고 갈등했다. 그들은 군 수뇌부의 퇴진을 요구하는 정군운동을 벌였으나, 받아 들여지지 않았다. 이로 인해 정군운동의 주역인 김종필이 군복을 벗었고, 박정희도 좌천된다.

### 국무총리실 정보기관 신설
1960년 11월 중앙정보연구위원회가 국무총리실 소속의 중앙정보기관으로 만들어진다.

### 특무부대를 육군 방첩부대로 개칭
육군 특무부대를 육군 방첩부대로 개칭한다.

## 복지
1934년 중일전쟁 기간에 소록도 자혜의원에서 소록도 갱생원으로 바뀌고 그 후 갱생원으로 바뀌기도 하였던, 소록도에 병원 이름을 1960년 7월 1일에 국립소록도병원으로 바꾼다.

## 평가

### 긍정적 평가
- 장면 정부는 이승만 정부와는 달라서, 민간인 정부일 뿐만 아니라 민주주의를 일정하게 해보려 하는 정부였다.[45]

### 부정적 평가
- 서중석 역사문제연구소 이사장은 장면의 최대 실수가 직접 참모총장을 골라야 하는데 그렇게 하지도 않았고, 현석호 국방장관을 시켜 '매그루더 미 8군 사령관의 말을 듣고 장도영을 임명한 것이라고, 누구나 그 얘기를 하지 않는가.' 라고 하였다.[45] 그리고 민주주의를 해보려 했음으로, '윤 대통령도 쿠데타에 대해서는 단호한 태도를 취했어야 한다. 그러면 쿠데타는 진압됐을 것이다', 많은 사람들이 이렇게 보고 있다.[45] 그런데 윤 대통령 태도는 그런 것이 아니었다.[45]

## 연혁
- 1960년 3월 15일 : 3·15 부정선거(제4대 대통령선거), 3·15 마산 의거.
- 3월 18일 : 내무부장관 최인규, 치안국장 이가학 사임.
- 4월 11일 : 마산상업고등학교 입학생 김주열 시신 발견.
- 4월 18일 : 4·18 고려대학생 피습 사건
- 4월 19일 : 4·19 혁명
- 4월 26일 : 대통령 이승만, 오후 1시 하야 발표.
- 4월 27일 : 대통령 이승만, 국회에 사임서 제출. 외무부장관 허정을 수반으로 하는 제1차 과도 권한대행 체제 출범.
- 5월 29일 : 이승만, 하와이 망명.
- 6월 15일 : 제3차 헌법개정. 제2공화국 출범. 곽상훈 권한대행 체제 출범.
- 6월 23일 : 곽상훈 대통령 권한대행이 총선거 출마를 위해 사표 제출. 제2차 과도 권한대행 체제 출범.
- 7월 29일 : 국회의원 총선거
- 8월 8일 : 백낙준 권한대행 체제 출범.
- 8월 12일 : 국회 양원합동회의, 대통령으로 윤보선 선출. 윤보선 정부 출범.
- 8월 16일 : 윤보선 대통령, 구파인 김도연을 국무총리로 지명. 다음날(8월 17일) 부결.
- 8월 18일 : 윤보선 대통령, 2차로 신파인 장면을 국무총리로 지명.
- 8월 19일 : 국무총리로 장면 선출.
- 8월 23일 : 장면 총리, 새 정부 조각(組閣). 장면 제1기 내각 출범.
- 9월 12일 : 장면 제2기 내각 출범(제1차 개각, 구파의 인사불만 무마 위해 구파 5명을 장관으로 인선).
- 10월 11일 : 부정선거 및 4·19 혁명 살상 관련자 처벌 요구하며 4.19부상자 50여명 등이 국회의사당 점거.
- 11월 29일 : 반민주행위자 처벌을 목적으로 제4차 헌법개정.
- 1961년 1월 30일 : 장면 제3기 내각 출범(제2차 개각, 4개 부처 장관 교체).
- 2월 27일 : 국토건설단 창단.
- 3월 23일 : 윤보선 대통령, 장면 총리에게 사퇴 요구. 민주당 신구파간 대립 격화.
- 5월 3일 : 장면 제4기 내각 출범(제3차 개각, 6개 부처 장관 교체)
- 5월 16일 : 5·16 군사쿠데타
- 5월 18일 : 박정희의 주도로 비상통치기구인 국가재건최고회의 발족(의장: 장도영, 부의장: 박정희).
- 5월 19일 : 대통령 윤보선, 오후 8시 30분 하야 발표. 다음날(5월 20일) 오후 6시 번복 회견.
- 5월 21일 : 쿠데타 직후 도피 중이었던 국무총리 장면, 내각 총사퇴 발표.
- 1962년 3월 23일 : 대통령 윤보선 하야.

## 같이 보기
- 3·8 민주의거
- 평화통일
- 윤보선 정부

## 참고 문헌
- 이휘현 (2020). “1960년대 초반 미국의 대외원조정책 조정과 대한원조의 ‘정상화’”. 《한국문화》 (92).